# ミューズ・レコード
ミューズ・レコード（Muse Records）は、1972年にジョー・フィールズによってニューヨークに設立されたジャズのレコード会社およびレーベル。
フィールズは、1960年代にはプレスティッジ・レコードの重役として働いていた。アルバムのいくつかは、それまでにコブルストーン・レコードからリリースされていた。ミューズはまた、オニキス・レコードという別のレーベルを持っており、フィールズと協力者のドン・シュリッテンが職業上の関係を終了する1978年まで活動していた。
1970年代後半、ミューズはオランダのタイムレス・レコードと提携して、タイムレス・ミューズとして配給するようになった。
ミューズは、1996年に32ジャズへと売却され、大量のミューズの録音が再パッケージ化されて再発された。2003年、サヴォイ・ジャズ (日本コロムビアの子会社となった) は、ミューズのカタログの権利を (ランドマーク・レコードのカタログとともに)、 32ジャズから取得した。
フィールズは、後にハイノート・レコードとサヴァン・レコードを設立した。多くのミューズのアーティストも、後にこれらのレーベルでレコーディングを行った。

## ディスコグラフィ
1972年から1995年かけて、ミューズは約500枚のアルバムをリリースした。